# Син екран (филмова техника)
 Тази статия е за филмовата техника.  За компютърния термин вижте Син екран на смъртта.  
Син екран е техника, широко използвана при производството на филми в киното и телевизията.
При тази техника на снимане дадена сцена се заснема на равномерно осветен едноцветен фон, който по-късно се замества с някакво изображение. Този син екран в много случаи всъщност е зелен на цвят и се нарича GREEN BOX. Съвременните телевизионни студия са оборудвани с такъв вид екрани. За да се замести екранът с някакво изображение, се прави така нареченото изрязване. Важно е обектът за снимане да е достатъчно отдалечен от зеления екран, за да може да бъде направено изрязването. Това се налага, тъй като често зеленият екран се отразява върху обекта за снимане и е възможно изрязването да го засегне чрез изкуствени „артефакти“.